# Phillipsite
Phillipsite è il nome collettivo di un gruppo di minerali chimicamente molto simili, che si differenziano dal membro terminale: calcio per la phillipsite-Ca, potassio per la phillipsite-K e sodio per la phillipsite-Na, tutti riconosciuti dall'Associazione Mineralogica Internazionale (IMA). Tutti i membri terminali cristallizzano nel sistema monoclino con la seguente composizione chimica:
- phillipsite-Ca: Ca3(Si10Al6)O32 • 12(H2O)
- phillipsite-K: K6(Si10Al6)O32 • 12(H2O)
- phillipsite-Na: Na6(Si10Al6)O32 • 12(H2O)

Da un punto di vista chimico sono alluminosilicati acquosi di calcio, potassio o sodio che appartengono strutturalmente ai tectosilicati e come tali appartengono al gruppo delle zeoliti all'interno della classe minerale dei "silicati e germanati".

## Etimologia e storia
La phillipsite fu descritta per la prima volta nel 1825 da Armand Lévy, che chiamò il minerale in onore del mineralogista inglese e fondatore della "Geological Society" di Londra William Phillips (1775-1829). Lévy attribuì la città di Acireale (nella città metropolitana di Catania, in Sicilia), come località tipo, più precisamente le vicine pendici dell'Etna. Più recenti descrizioni della mineralogia dell'Etna in quest'area nel 1942, tuttavia, indicano che i campioni di phillipsite furono raccolti nelle rocce basaltiche nei pressi del vicino comune di Aci Castello.
Nel corso di una revisione generale della nomenclatura delle zeoliti, la phillipsite è stata divisa nei suoi membri terminali come una serie di cristalli misti e il minerale originariamente descritto da Lévy è stato ridefinito come un membro terminale ricco di sodio con la località tipo Aci Castello sotto il nome di phillipsite-Na; per il membro terminale ricco di potassio, phillipsite-K, Capo di Bove nei Colli Albani (provincia di Roma) e per il membro terminale ricco di calcio, la phillipsite-Ca, il lago salato Tuffe vicino alla Puuloa Road sull'isola hawaiana di O'ahu.

## Classificazione
La nona edizione della sistematica minerale di Strunz, aggiornata dall'Associazione Mineralogica Internazionale (IMA) fino al 2009, colloca le phillipsiti nella classe
"9. Silicati (germanati)" e da lì nella sottoclasse "9.G Tettosilicati con H2O zeolitica; famiglia della zeolite", questa è ulteriormente suddivisa in modo da trovare le tre phillipsiti nella sezione "9.GC Catene di anelli di 4 membri con connessione doppia" dove sono elencate insieme all'armotomo e con la quale forma il sistema nº 9.GC.10.
Tale classificazione è mantenuta anche nell'edizione successiva, proseguita dal database "mindat.org" e chiamata Classificazione Strunz-mindat.
Anche la classificazione dei minerali secondo Dana, che viene utilizzata principalmente nel mondo anglosassone, classifica le phillipsiti nella classe dei "silicati" e lì nella sottoclasse dei "tectosilicati: gruppo zeolitico". Qui sono nel gruppo della "gismondina e specie affini" con il sistema nº 77.01.03 all'interno della sottosezione "vere zeoliti".

## Abito cristallino
Le phillipsiti cristallizzano nel sistema monoclino nel gruppo spaziale P21 (gruppo nº 4) o P21/m (nº 11) con i parametri di reticolo a = 9,865(2) Å, b = 14,300(4) Å, c = 8,668(2) Å e β = 124,20(3)°, oltre a una unità di formula per cella unitaria.

## Origine e giacitura
Le phillipsiti si formano solitamente da processi idrotermali in cavità di rocce effusive alcaline e basiche (vulcaniti) come il basalto. Inoltre, possono anche formarsi come veri e propri minerali in laghi salati e sorgenti termali, nonché in depositi calcarei di sedimenti di acque profonde. Oltre ad altre zeoliti, si trovano come minerali di accompagnamento varie apofilliti, olivina, calcite, melilite, nefelina, nosean e celadonite.
Essendo una formazione minerale relativamente comune, le phillipsiti possono essere abbondanti in vari siti, ma sono generalmente piuttosto rare. In tutto il mondo sono considerati noti circa 700 siti. I minerali specificamente designati come phillipsite-Ca, d'altra parte, sono noti solo da circa 50 siti, i minerali designati come phillipsite-K sono noti anche da circa 50 siti e phillipsite-Na da circa 20 siti.
In Italia, oltre alla località tipo, i minerali sono stati trovati in moltissimi siti sparsi per le varie regioni; solo per citarne alcuni: Melfi (Basilicata); Giuliano di Roma e Campagnano di Roma (Lazio); Ne e Tiglieto (Liguria); a Cevo e Novate Mezzola (Lombardia); Baveno e Pomaretto (Piemonte); Noragugume e Fluminimaggiore (Sardegna); Brentonico e Mazzin (Trentino-Alto Adige); San Venanzo (Umbria); Baone e Soave (Veneto).
In Germania, i minerali della serie della phillipsite sono stati trovati principalmente nel distretto di Gießen e sul Vogelsberg in Assia e in molte località dell'Eifel e nel Westerwald in Renania-Palatinato. Inoltre, le phillipsiti sono state rinvenute anche a Kaiserstuhl nel Baden-Württemberg, il Fichtelgebirge e l'Alto Palatinato in Baviera, sui monti Harz in Bassa Sassonia, sulla Siebengebirge nella Renania Settentrionale-Vestfalia, a Freisen nel land della Saarland, vicino a Bärenstein e Oberwiesenthal sui Monti Metalliferi sassoni e presso la cosiddetta "Pflasterkaute", un camino basale sul monte Lehne in Turingia.
In Austria, la phillipsite è stata trovata sul Pauliberg nel Burgenland, vicino a Sankt Paul im Lavanttal in Carinzia, in diversi siti nel Waldviertel della Bassa Austria, vicino a Freistadt nel Mühlviertel dell'Alta Austria. In Svizzera, il minerale è stato trovato solo sull'Oberalpstock, nel Canton Grigioni.
Moltissime altre località sono sparse in tutto il mondo.
Le phillipsiti sono state rilevate anche in campioni di roccia provenienti dalla Ninety East Ridge dell'Oceano Indiano e in diversi campioni di roccia provenienti dall'Oceano Pacifico nell'area di confine meridionale della California e nella zona di Clarion-Clipperton.

## Forma in cui si presenta in natura
Le phillipsiti di solito sviluppano cristalli tabulari o isometrici o prismatici o gemelli di cristallo con una lucentezza vitrea sulle superfici, ma si presenta anche sotto forma di aggregati minerali radiali o sferici. Nella sua forma pura, è incolore e trasparente. Tuttavia, poiché si trova in aggregati policristallini o Geminati, appare bianca a causa della rifrazione multipla della luce. A causa di miscele estranee, può anche assumere un colore rossastro o giallastro, per cui la trasparenza può diminuire di conseguenza fino al punto di opacità.